# Matt Owens
Matthew Owens, detto Matt (Atlanta, 14 febbraio 1989), è uno sceneggiatore e produttore cinematografico statunitense.

## Biografia
Matt Owens è nato ad Atlanta, Georgia, e di è trasferito a Los Angeles nel 2016 iniziando la carriera da sceneggiatore scrivendo vari episodi delle serie Marvel Cinematic Universe Luke Cage, The Defenders e Agents of S.H.I.E.L.D.. Nel 2023 è diventato co-produttore esecutivo e showrunner dell'adattamento live-action di One Piece assieme a Steven Maeda. Nel marzo 2025, Owens ha tuttavia lasciato la serie per concentrarsi sulla sua salute mentale, affidando a Joseph E. Tracz la supervisione della post-produzione della seconda stagione.

## Filmografia

### Sceneggiatore
- Luke Cage - serie TV, 26 episodi (2016-2018)
- Agents of S.H.I.E.L.D. - serie TV, 37 episodi (2016-2018)
- The Defenders - serie TV, 2 episodi (2017)
- Star Wars: Jedi della Repubblica – Mace Windu (Jedi of the Republic – Mace Windu) - serie TV, 5 episodi (2017-2018)
- Star Wars Audio Comics: YouTube Channel - serie TV, 5 episodi (2017-2018)
- One Piece - serie TV, 8 episodi (2023-in corso)

### Produttore
- Alina, regia di Siddha - cortometraggio (2020)
- One Piece - serie TV, 8 episodi (2023-in corso) - co-produttore esecutivo